# Kisvárda–Baktalórántháza-vasútvonal
A megszűnt Kisvárda–Baktalórántháza-vasútvonal a Felső-Tisza vidéken, a Nyírség északi részén haladt keresztül.

## Története
A vasútvonalat az 1912. évi XLV. törvénycikk engedélyével, a térség több helyiérdekű vasúttársasának egyesülésével megalakult Szabolcs vármegyei HÉV építette. A Magyar Királyi Államvasutak kisvárdai állomásától a társaság korábban megépült Nyíregyháza–Vásárosnamény-vasútvonalának Nyírbakta (ma Baktalórántháza) állomásáig tartó, 26,0 km hosszú helyiérdekű vasútvonalat 1912. szeptember 26-án nyitották meg a forgalom előtt. A síkvidéken vezetett egyvágányú vasút felépítményét, a másodrangú vasutaknak megfelelően 23,6 kg/fm tömegű, „i” jelű sínekből fektették, a pályára 12 tonna tengelyterhelést engedélyeztek.
Az 1968-as közlekedéspolitikai koncepció következtében 1973. december 31-én szűnt meg a vonalon a forgalom.